# Guan

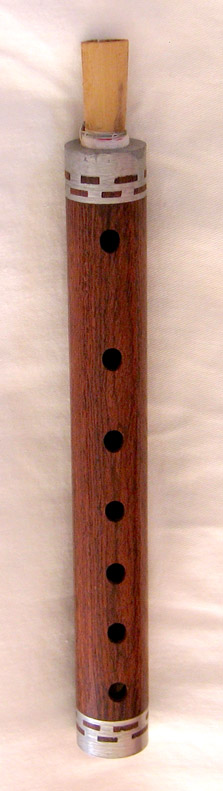
Guanzi.

El guan (管; Wade-Giles: kuan3; pinyin: guǎn; literalmente "tubo") cuya versión en el norte de China es conocida como guanzi (管子) o bili (tradicional: 篳篥; simplificado: 筚篥; Wade-Giles: pi4-li4) y la versión cantonesa se llama houguan (喉管). Se clasifica como un instrumento de bambú en el sistema Ba Yin (antiguo sistema chino de clasificación de instrumentos. El guan es un instrumento de viento chino de doble lengüeta. A diferencia de los instrumentos de la familia de la chirimía, tales como el oboe o la suona china, el guan tiene un taladro cilíndrico, haciendo que tenga un sonido similar al del clarinete.

## Historia
El primer empleo de la palabra guan se remonta a la dinastía Zhou, donde alude a flautas de bambú sopladas por un extremo tales como el xiao o paixiao. El instrumento de doble lengüeta más antiguo aparece a finales de la dinastía Zhou y se denominó hujia (胡笳; literalmente "caramillo de caña extranjera") debido a que se introdujo de la región noroeste de China. Durante ese periodo, el hujia fue empleado con fines militares para marcar el paso y es descrito en la poesía china antiguo como estridente y brutal.
El guan se desarrolló a partir del hujia durante la dinastía Tang debido al florecimiento cultural de la música y el arte que fueron influenciados por la Ruta de la seda. Como el hujia, fue probablemente adoptado de los nómadas de Asia Central y se convirtió en el principal instrumento en la música de la corte y los rituales. En la plenitud de la dinastía Tang, el guan, junto con otros instrumentos fue introducido en los países vecinos, donde sus descendientes (llamados piri en Corea y hichiriki en Japón) todavía se siguen empleando en la actualidad.
Sin embargo, en la dinastías subsiguientes, el guan cayó en desuso en la música de la corte pero se hizo muy popular en grupos de música tradicional. Tiene un papel importante en los grupos de viento y percusión (chuida o guchui) que tocan en festivales tradicionales y festejos ocasionales y sigue siendo popular en las bandas de viento en el norte de China, así como en otras regiones. En la orquesta de la ópera de Beijing, el guan se emplea para representar escenas militares junto con la suona y otros instrumentos de percusión.[cita requerida]

## Construcción
El guan consiste en un tubo cilíndrico corto hecho de madera dura del Norte de China, donde el instrumento se llama bili. En la región Guangdong de China meridional, está hecho de bambú y recibe el nombre de houguan (literalmente "guan de garganta"). Tradicionalmente el instrumento tiene siete agujeros para los dedos y uno detrás para el pulgar. La longitud del guan sería de 18 cm a 33 cm.
El guanzi está disponible con varias tonalidades y el houguan está disponible en tres tamaños.
En el siglo XX, se han desarrollado versiones modernas delguan en China. Cuentan con agujeros adicionales y se ajustan con llaves de metal para proporcionar una tesitura mayor y más cromática. Tales instrumentos se emplean principalmente en orquestas tradicionales.
Todos los guan tiene una Lengüeta doble, ancha y larga hecha de caña de Arundo, que se inserta en el extremo superior del tubo, donde hay un agujero.

## Interpretación
La tesitura del instrumento es de unas dos octavas y media. Ha sido empleado una infinitud de contextos musicales a lo largo de los siglos, a menudo como instrumento solista para evocar un sentimiento de tristeza o melancolía. Con el guan es posible realizar vibrato y cambiar la afinación al tocar.
El guan es bastante difícil de tocar, en su mayor parte debido a la dificultad de controlar la embocadura; un adagio chino dice que «el sheng (órgano de boca) requiere cien días de aprendizaje, pero para aprender a tocar el guan hacen falta mil.»

### Video
- Houguan vídeo extraído de "The Musical Instruments E-book" (en inglés)

### Audio
- Guanzi audio (enlace roto disponible en Internet Archive; véase el historial, la primera versión y la última).